# Zimbel-Ehrenpreis
Der Zimbel-Ehrenpreis (Veronica cymbalaria) ist eine Pflanzenart aus der Gattung Ehrenpreis (Veronica) innerhalb der Familie der Wegerichgewächse (Plantaginaceae).

## Beschreibung

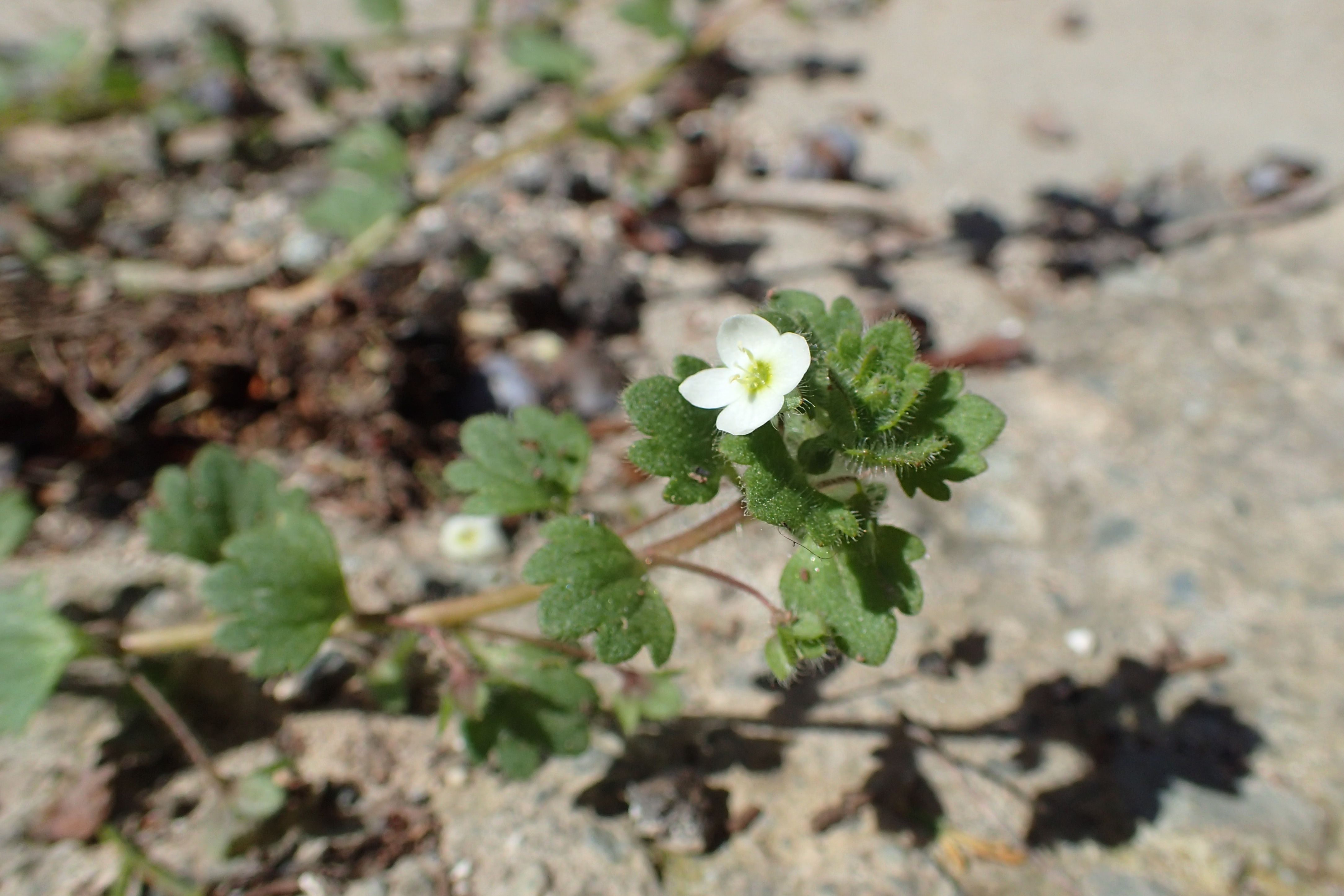
Zimbel-Ehrenpreis (Veronica cymbalaria)

### Vegetative Merkmale
Der Zimbel-Ehrenpreis wächst als einjährige krautige Pflanze. Der niederliegende Stängel ist nur 10 bis 60 Zentimeter lang und lang behaart.
Die gegenständig angeordneten Laubblätter sind in Blattstiel und Blattspreite gegliedert. Die behaarte und bewimperte Blattspreite ist rundlich, fünf- bis neunlappig mit einem etwas breiteren Endlappen. Sie erinnern an das Zimbelkraut (Cymbalaria muralis).

### Generative Merkmale
Die Blütezeit reicht von Februar bis April. Die Blüten erscheinen einzeln und achselständig. Die lang gestielten Blüten sind zwittrig mit doppelter Blütenhülle. Der vierspaltige Kelch endet in vier Kelchzähnen, die zur Fruchtzeit abstehend sind. Die vier weißen Kronblätter sind nur an ihrer Basis kurz verwachsen.
Die Fruchtstiele sind zurückgebogen. Es wird eine behaarte, vierlappige und zweiteilige, mehrsamige Kapselfrucht mit beständigem Kelch gebildet.
Die Chromosomenzahl beträgt 2n = 36 oder 54.

## Vorkommen
Der Zimbel-Ehrenpreis kommt vom Mittelmeerraum bis Westasien und zur Arabischen Halbinsel vor. Es gibt Fundortangaben für Frankreich, Korsika, Sardinien, Portugal, Spanien, die Balearen, Italien, Sizilien, das ehemalige Jugoslawien, Albanien, Bulgarien, die Krim, Griechenland, Kreta, Zypern, Inseln der östlichen Ägäis, das Gebiet Libanon-Syrien, Palästina, Libyen, Saudi-Arabien, Algerien, Tunesien, Marokko, die Türkei, den westlichen Iran sowie Irak. In Belgien, in den Niederlanden und in Louisiana ist er ein Neophyt. Er wächst auf Kulturland und an Mauern.

## Taxonomie
Die Erstbeschreibung von Veronica cymbalaria erfolgte 1798 durch Pierre Henri Hippolyte Bodard in Memoire sur la Veronique Cymbalaire, Seite 3. Das Artepitheton cymbalaria bedeutet „zymbelkraut-ähnlich“. Synonyme für Veronica cymbalaria Bodard sind: Veronica cuneata Guss., Veronica glandulifera Freyn.